# Teresa Costa-Gramunt
Teresa Costa-Gramunt (Barcelona, 13 de marzo de 1951) es escritora y diseñadora especializada en ex-libris. Vive en Villanueva y Geltrú desde 1993.
De formación humanista, ha cursado estudios de psicología y grafología, animación sociocultural, italiano, culturas orientales y simbología. Graduada en diseño gráfico por la Escuela de Artes Aplicadas y Oficios Artísticos de Barcelona, a partir de 1977 se especializó en el diseño de ex-libris, con una producción que supera los 400 originales. Los ha mostrado en más de un centenar de exposiciones y algunos ex-libris se encuentran en museos y bibliotecas de todo el mundo. Colaboradora de la revista Ex-libris (portavoz de la Asociación Catalana de Exlibristas), ha impartido talleres de ex-libris, ha dado conferencias y escribe sobre este tema. Es fundadora y vicepresidenta de la Asociación Catalana de Exlibristas (1989), y presidenta de la Asociación de Mujeres Artistas Som 7, integrada por Concha Ibáñez, Adelaida Murillo, Maria Assumpció Raventós, Claude Collet, Lluïsa García-Muro i Núria Tortras.
A partir de 1990 se ha dedicado básicamente a la creación literaria. Desde entonces ha publicado unos cuarenta libros entre ensayos, narraciones, poemas y prosa poética.

## Narrativa
- El vel d'Harmonia (El velo de Harmonía). Barcelona: Instituto Catalán de la Mujer, 1991[3]
- D'un sol traç (De un solo trazo). Barcelona, C.G.F, 1992
- Alfa és omega (Alfa es omega). Barcelona, C.G.F., 1993
- L'àngel incorruptible (El ángel incorruptible). Lérida: Pagès, 1997
- Amor a càmera lenta (Amor a cámara lenta). Villanueva y Geltrú. Edicions Garraf, 2001
- La crisàlide (La Crisálide). Lleida: Pagès, 2002
- Sol ponent, sol ixent (Sol poniente, sol naciente). Barcelona: Comte d'Aure, 2004
- L'ull de Polifem (El ojo de Polifemo). Tarragona: Arola, 2004
- Com un despertar de la memòria (Como un despertar de la memoria). Barcelona: Comte d'Aure, 2006
- El saber del cor (El saber del corazón). Barcelona: Meteora, 2008
- Salou 6 pre-textos. Salou: Ajuntament, 2009
- Tot el que perdem (Todo lo que perdemos). Barcelona: Comte d'Aure, 2012

## Poesía
- Llibre d'Unai (Libro de Unai). Lleida: Pagès, 1994[3]
- La Porta índia (La puerta india). Barcelona: Edi-Liber, 1997
- Treball de camp (Trabajo de campo). Villanueva y Geltrú: El Cep i la Nansa, 1999
- Addicte a la bellesa (Adicto a la belleza). Barcelona: Edi-Liber, 2000
- El cantor sense llengua (El cantor sin lengua). Villanueva y Geltrú: Instituto de Estudios Penedesenses, 2000
- La dansa dels orígens (La danza de los orígenes). Sitges, 2000
- Temps, espai (Tiempo, espacio). Tarragona: Arola, 2001
- Noviluni a Washington (Novilunio en Washington). Palma: Moll, 2001
- El rostre del vent (El rostro del viento). Barcelona: Comte d'Aure, 2002
- Santuari grec (Santuario griego). Palma de Mallorca: Moll, 2005
- La memòria dels jardins (La memoria de los jardines). Barcelona: Comte d'Aure, 2005
- Cinc visions (Cinco visiones). Lérida: Pagès, 2006.
- Anno Domini. Barcelona: Comte d'Aure, 2006
- Sojorn a Roma (Estancia en Roma). Sitges: Papers de Terramar, 2007
- L'escala (La escalera). Badalona: Omicron, 2007
- Lluernes al celobert. Antologia de poesia espiritual femenina (Luciérnagas a cielo abierto. Antología de poesía espiritual femenina) (March, 2007). Publicado con Yaratullah Monturiol.
- El mirall de Circe (El espejo de Circe). Barcelona: Comte d'Aure, 2008
- London (Londres). Tarragona: Arola, 2009
- Alba i cendra a París (Alba y ceniza en París). Barcelona: Comte d'Aure, 2011
- Blau de nit a Praga (Azul de noche en Praga). Valls: Cossetània, 2014

## Descripción y viajes
- Ex-libris al•legòrics a les 41 comarques de Catalunya (Ex-libris alegóricos a las 41 comarcas de Cataluña). Barcelona: Instituto Catalán de la Mujer, 1992[3]
- Estampes de Cuba (Estampas de Cuba). Barcelona: Proa, 2001

## Biografías
- Retrat d'Enric-Cristòfol Ricart i Nin (Retrato de Enric-Cristòfol Ricart i Nin). Villanueva y Geltrú: Ayuntamiento, 2003[3]
- Jordi Santacana. Calafell: Art Dama, 2005

## Investigación y divulgación
- Llibre de l'Amic (Libro del Amigo). Barcelona: La Busca, 2002[3]
- Flor a l'ombra. Reflexions sobre el femení (Flor en la sombra. Reflexiones sobre lo femenino).  Valls: Cossetània, 2007
- Dona i art o la dansa de Lilâ (Mujer y arte o la danza de Lilâ). Valls: Cossetània, 2010
- Sota el signe de Francesc. Un jesuïta, bisbe de Roma (Bajo el signo de Francisco. Un jesuita, obispo de Roma). Barcelona: Comte d'Aure, 2013. Publicado con Esther Maria Aure.

## Infantil
- L'Isaac (Isaac). Barcelona, Picazo, 1979[3]

## Premios literarios
- Don-na de literatura (1990) por El vel d'Harmonia (El velo de Harmonía)[1]
- Carles Grandó (1998) por Intermezzo portuguès (Intermezzo portugués)
- Eugeni Molero de Periodismo (1998) por los artículos literarios y de opinión referidos al Garraf
- Flor Natural en los Juegos Florales de la Ginesta de Oro, Perpiñán (2002) por L'ull de Polifem (El ojo de Polifemo)
- Flor Natural en los Juegos Florales de la Ginesta de Oro, Perpiñán (2004) por Anno Domini
- Josep Maria Benet i Caparà de Poesía (2006) por L'escala (La escalera)[3]

## Honores
Es Maestra en Gai Saber por los Juegos Florales de la Ginesta de Oro de Perpiñán (2006)

## Otros datos literarios
Ha traducido al catalán La veritable història de la Lídia de Cadaqués (La verdadera historia de Lídia de Cadaqués), de Eugeni d'Ors i Rovira (2002) con Oriol Pi de Cabanyes; Històries i llegendes (Historias y leyendas), de Víctor Balaguer i Cirera (2002); y Herba roja de tardor (Hierba roja de otoño). Cent estances del haiku japonès (Cien estancias del haiku japonés), de Vicente Haya (2009). También ha traducido al castellano Roca-Sastre, una vindicació del realisme (Roca-Sastre, una vindicación del realismo) (2004) y Enric C. Ricart i el Noucentisme, ambas obras de Oriol Pi de Cabanyes.

## Colaboraciones
Colabora habitualmente en medios de comunicación y en revistas culturales: Diari de Vilanova, L'Eco de Sitges, El 3 de Vuit, Bonart, Núvol y Monvir. Tiene un blog de opinión en lEix Diari (antes, Vilanova Digital), donde comenta libros y exposiciones artísticas. Cultiva también un blog literario y personal. Está vinculada al web del Ateneo Barcelonés y publica artículos de opinión en suArchivado el 17 de mayo de 2014 en Wayback Machine..
A lo largo de dos temporadas (1996-1997) presentó y dirigió en Canal Blau TV de Villanueva y Geltrú el programa "L'amic escriptor" (El amigo escritor), que trajo a Villanueva y Geltrú a muchos escritores, entre los cuales Baltasar Porcel, Jordi Llimona, Olga Xirinacs, Rosa Fabregat, Maria Mercè Marçal, Guillem Viladot, Biel Mesquida, Vinyet Panyella, Joaquim Molas, etc.
Participó activamente en el programa literario "L'Espurna" (la chispa)(Ràdio Vilafranca) y estuvo al cargo del Rincón poético (antes, Cafè dels dissabtes), primero correspondiente al mes de noviembre y luego al mes de abril (Centre Comarcal Lleidatà). Como miembro de la comisión literaria 
del Centro Artístico del Panadés, L'Agrícol, colabora en la organización
de actos culturales en esta entidad de Villafranca del Panadés. En Villanueva y Geltrú organiza una velada poética en FarambArt (Museo del Mar de Villanueva y Geltrú) y el ciclo poético Viatges i Hospitalitat (enlace roto disponible en Internet Archive; véase el historial, la primera versión y la última). (Museo del Ferrocarril de Villanueva y Geltrú). 
Incluida en antologías poéticas y literarias, traducida a diversas lenguas como castellano, italiano, inglés y francés, es miembro del jurado de premios literarios, autora de prólogos y textos de presentación de exposiciones artísticas e imparte conferencias relacionadas con los temas que se encuentran con frecuencia en su obra.